# Leptotarsus campbelli
Leptotarsus campbelli är en tvåvingeart som först beskrevs av Alexander 1923.  Leptotarsus campbelli ingår i släktet Leptotarsus och familjen storharkrankar. Inga underarter finns listade i Catalogue of Life.